# Klaus-Michael Bogdal

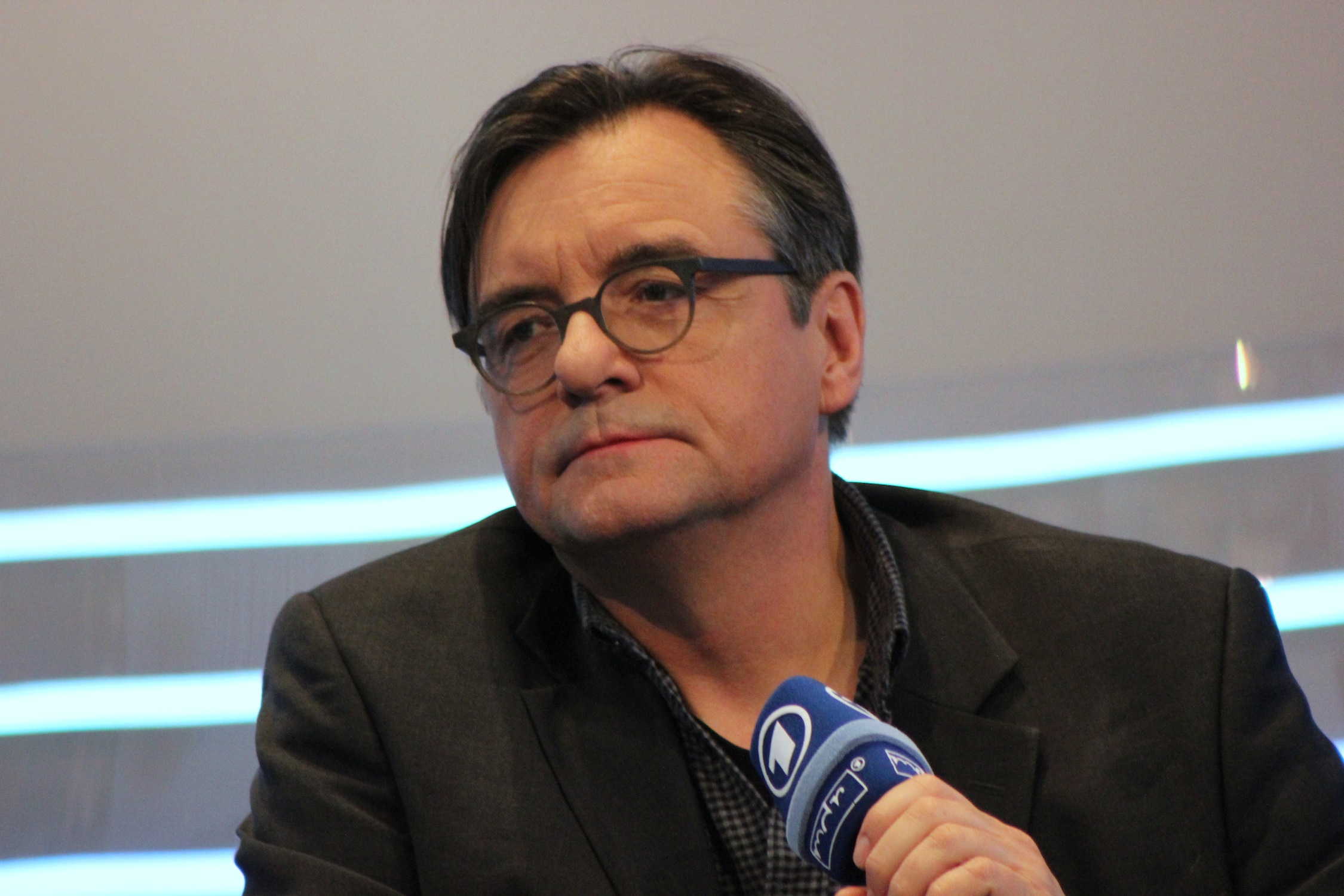
Klaus-Michael Bogdal (2013)

Klaus-Michael Bogdal (* 1948 in Gelsenkirchen) ist ein deutscher Literaturwissenschaftler und Germanist. 

## Leben
Bogdal wurde als Sohn eines Journalisten in Gelsenkirchen geboren. Er hat an der Ruhr-Universität Bochum Germanistik, Slavistik und Philosophie studiert, wo er 1976 promoviert wurde. Danach arbeitete er als Lehrer am Bert-Brecht-Gymnasium und als Fachleiter in Dortmund. 1992 hat sich Bogdal an der Universität Essen habilitiert. Von 1996 bis 2002 war er Professor für Literaturwissenschaft an der Gerhard-Mercator-Universität Duisburg. Seit 2002 hat Bogdal die Professur für Germanistische Literaturwissenschaft mit Schwerpunkt Neue deutsche Literatur an der Universität Bielefeld inne. Für sein Buch Europa erfindet die Zigeuner erhielt Bogdal 2013 den Leipziger Buchpreis zur Europäischen Verständigung.

## Publikationen (Auswahl)
- „Schaurige Bilder“. Der Arbeiter im Blick des Bürgers am Beispiel des Naturalismus. Syndikat, Frankfurt am Main 1978, ISBN 3-8108-0083-X (Dissertation Uni Bochum, Abteilung für Philologie, 1976, 277 Seiten).
- Heinrich von Kleist: Michael Kohlhaas. Fink, München 1981, ISBN 3-7705-1943-4.
- Zwischen Alltag und Utopie. Arbeiterliteratur als Diskurs des 19. Jahrhunderts. Westdeutscher Verlag, Opladen 1991, ISBN 3-531-12053-0.
- Historische Diskursanalyse der Literatur. 2. erweiterte Auflage, Synchron, Heidelberg 2007, ISBN 978-3-935025-91-1.
- BA-Studium Germanistik. Ein Lehrbuch. (mit Georg Mein und Kai Kauffmann, unter Mitarbeit von Meinolf Schumacher und Johannes Volmert), Rowohlt, Reinbek 2008, ISBN 978-3-499-55682-1.
- Europa erfindet die Zigeuner, Suhrkamp, Berlin 2011, ISBN 978-3-518-42263-2.